# Fantaisies de Viesnoukhine
Pour plus de détails, voir Fiche technique et Distribution.
Fantaisies de Viesnoukhine  (en russe : Фантазии Веснухина, Fantazii Vesnukhina) est un téléfilm soviétique en deux parties, réalisé par Valeri Khartchenko (ru) en 1976.

## Synopsis
Le jeune Kirill désire travailler au cirque avec son chat qui s'appelle Ticha (Tychon). Il essaie de dresser son chat dans ce but.
Tous ces camarades le suivent dans cette aventure et puis, un jour, ils rencontrent un clown.

## Fiche technique
- Titre français : Fantaisies de Viesnoukhine
- Titre original : Фантазии Веснухина (Fantazii Viesnoukhina)
- Réalisation : Valeri Khartchenko (ru)
- Scénario : Arkadi Mlodnik
- Musique originale : Aleksandr Zatsyepin
- Poèmes : Leonid Derbenyov, Vadim Levin
- Au chant : Alla Pougatcheva, ensemble « Les gars drôles » (rus. «Весёлые ребята» / transc. « Vesyolye rebyata »)
- Photographie : Vladimir Klimov
- Décors : Alina Speshnyova
- Société de production : Studio d'Odessa
- Durée : 125 min
- Pays :  Union soviétique
- Langue : russe
- Format : Couleur
- Date de sortie : 1976

## Distribution
- Kirill Poltevski : Kirill Ilyukhine (surnommé Viesnoukhine), simple écolier
- Lena Maslova : Lena Mikhaïlova, simple écolière, amie de Kirill
- Igor Sorokine : Bouline
- Ira Jelenko : Krasavina
- Dima Volkov : Anton Volkov
- Yana Poplavskaya : Macha Loukova
- Gotlib Roninson : oncle Gocha, photographe
- Tatiana Samsonova : Pichtchikova
- Sergueï Nikonenko : père de Kirill
- Nikolaï Grinko : policier
- Léonid Kanevski : vendeur dans le magasin de sport
- Youri Katine-Iartsev : limeur
- Aleksandr Kaliaguine : directeur d'école
- Evgueni Lebedev : clown Nikolaï Bojor
- Youri Volyntsev : père de Bouline